# Stacy's Mom
Stacy's Mom è un singolo del gruppo musicale statunitense Fountains of Wayne, estratto dall'album del 2003 Welcome Interstate Managers.

## Videoclip
Il video della canzone si concentra su due teenager, Stacy e un suo compagno di scuola (interpretato da Shane Haboucha), di cui è innamorata: questi, quando incontra per la prima volta la mamma della ragazza (la modella Rachel Hunter), ne rimane talmente attratto da non riuscire a pensare ad altro. Alla fine Stacy lo scopre a masturbarsi nel bagno di casa sua mentre pensa a sua madre e, inizialmente scioccata, rimane poi ferma all'esterno del bagno appoggiata alla porta chiusa, sorridendo per aver creduto che stesse pensando a lei: questa scena è un riferimento al film Fuori di testa del 1982.

## Tracce
1. Stacy's Mom – 3:19
2. Trains and Boats and Planes – 3:02
3. Elevator Up – 4:02